# Xã Wheeler, Quận Lyon, Iowa
Xã Wheeler (tiếng Anh: Wheeler Township) là một xã thuộc quận Lyon, tiểu bang Iowa, Hoa Kỳ. Năm 2010, dân số của xã này là 1.157 người.